# Pakiraman
Pakiraman is een bestuurslaag in het regentschap Aceh Singkil van de provincie Atjeh, Indonesië. Pakiraman telt 198 inwoners (volkstelling 2010).